# Беламијев поздрав
Беламијев поздрав (енгл. Bellamy salute, исто flag salute, поздрав застави), био је поздрав при заклетви америчкој застави који је 1892. године установио Френцис Белами (Francis Bellamy), баптистички свештеник, социјалиста и аутор првог текста заклетве америчкој застави. Беламијев поздрав био је преузет од римског поздрава. Након што су италијански фашисти и немачки нацисти такође усвојили римски поздрав, Беламијев поздрав је коначно избачен из употребе 1942. године.